# Roxana Morán
Roxana Morán (Rosa Ana Recagno; * 31. Mai 1965 in Buenos Aires) ist eine argentinische Tangosängerin.

## Leben
Morán trat bereits vierzehnjährig im El Rincón de los Artistas mit Musikern wie ihrem Vater Alberto Morán, Roberto Goyeneche, Enzo Valentino, Charlo, Oscar Alonso und Alberto Marino auf. Ihr offizielles Debüt als Tangosängerin hatte sie etwas später im Café de los Angelitos. 1980 wurde sie im Vos Tango engagiert, einem Tangolokal in dem auch Jorge Falcón, Rubén Juárez, Ginamaría Hidalgo, Roberto Rufino, Jorge Valdez, Virginia Luque, Hugo del Carril, Roberto Yanés und andere auftraten.
In den Folgejahren gastierte sie mit Osvaldo Rivas und den Tangotänzern Juan Carlos Copes und María Nieves in Cabarets wie dem Karina, dem King, dem Maison Doireé, dem Ferdinando und dem Pussicat und unternahm Tourneen durch Chile, Mexiko und Spanien. Im Fernsehsender von Canal 9 trat sie in Silvio Soldáns Show Grandes valores del tango auf. Einige Jahre später sang sie im Teatro Cervantes begleitet vom Orchester Osvaldo Piros und trat im Club del Vino neben dem Schauspieler Franklin Caucedo in dem Stück Teatro de Tango auf. Mit der Show La nami, el choma y el gotán tourte sie durch Chile. Beim Fernsehsender ATC war sie Gast in Lionel Godoys Show La noche con amigos, und im Lokal La Cumparsita trat sie mit Alfredo Belusi, Alberto Podestá, Juan Carlos Godoy, Reynaldo Martín und Ruth Durante auf.
Zwischen 1997 und 1999 beteiligte sie sich am Kulturprogramm der Presidencia de la Nación, daneben engagierte sie der Sender ATC für  Juan Carlos Marecos Sendereihe Los Amigos del Tango. Mit dem Bandoneonisten Adolfo Gómez, dem Bassisten Armando Benavídez und den Keyboardern Víctor Olivera und Héctor González nahm sie 2002 das Album Sangre tanguera auf.